# Rheinisches Archiv
Die Schriftenreihe Rheinisches Archiv wurde 1922 von Hermann Aubin und Theodor Frings begründet. Die Reihe wird von der Abteilung für Geschichte der Frühen Neuzeit und Rheinische Landesgeschichte an der Rheinischen Friedrich-Wilhelms-Universität Bonn betreut und von den Professoren Michael Rohrschneider und Claudia Wich-Reif herausgegeben.
Die Buchreihe schreibt über sich selbst: „Mit inzwischen weit über 150 Bänden gehört das Rheinische Archiv zu den deutschlandweit ältesten und renommiertesten landesgeschichtlichen Publikationsreihen.“